# Fissidens arboreus
Fissidens arboreus är en bladmossart som beskrevs av Brotherus 1891. Fissidens arboreus ingår i släktet fickmossor, och familjen Fissidentaceae. Inga underarter finns listade i Catalogue of Life.